# Rio Maracaçumé
O rio Maracaçumé é um curso d'água localizado no Maranhão.
Nasce na Serra do Tiracambu, nos municípios de Centro Novo do Maranhão e Nova Olinda do Maranhão e sua foz se localiza entre os municípios de Godofredo Viana e Cândido Mendes, percorrendo uma extensão de 159 km, desaguando próximo à ilha do Trabalho.
Sua bacia hidrográfica possui área de 7.756,79 km², correspondendo a 2,34% da área do estado. Fazem parte dessa bacia, os municípios de Luiz Domingues, Godofredo Viana, Amapá do Maranhão, Junco do Maranhão, Maracaçumé, Centro do Guilherme, Maranhãozinho, Governador Nunes Freire, Cândido Mendes e Turiaçu.
Os dados altimétricos da bacia do rio Maracaçumé revelam que altitude máxima é de 183 metros e a altitude média de 56 metros.
A vazão média no médio curso do rio Maracaçumé é de 59,5m³/s.
Seus principais afluentes são os rios Duas Antas, Coqueiro, Macaxeira, Pacovel e Peixe, e os igarapés Urubuquara, Limão, Ubir, dos Lentes, Tatajuba e São Pedro.
Ocupa a região da Amazônia maranhense. Sua foz encontra-se inserida na Área de Proteção Ambiental das Reentrâncias Maranhenses, uma zona rica em manguezais. Encontra-se bastante degradado em razão de assoreamento, desmatamento e exploração da mineração na região.